# Палата представників (Білорусь)

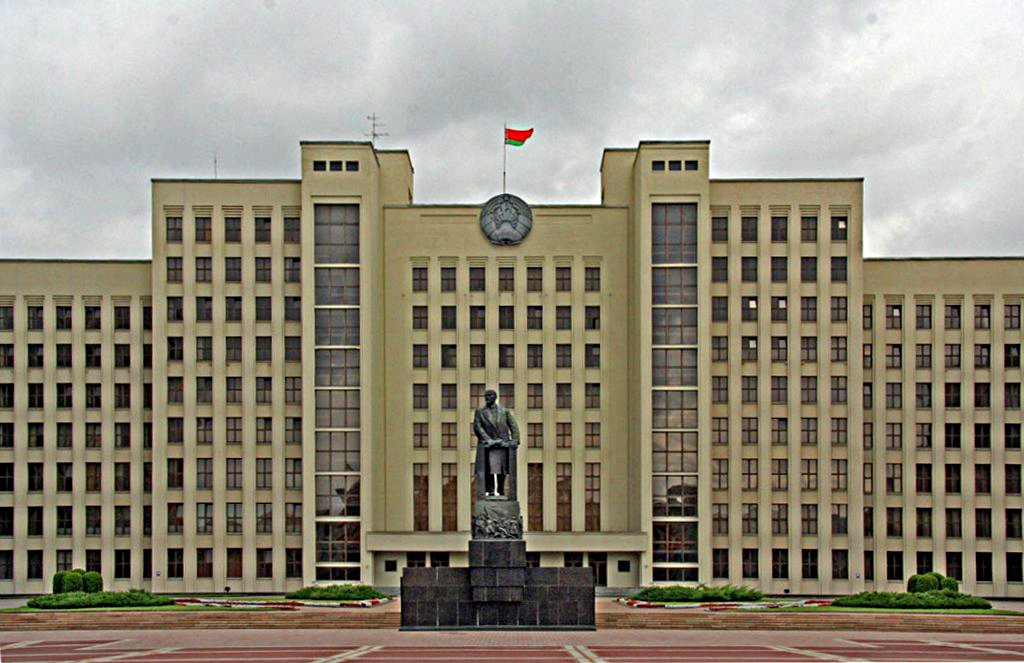
Будинок уряду, резиденція Палати представників Білорусі

Палата представників Національних зборів Республіки Білорусь (біл. Палата Прадстаўнікоў Нацыянальнага сходу Рэспублікі Беларусь) — нижня палата парламенту Білорусі, утвореного за результатами всенародного референдуму в листопаді 1996 року.
Склад Палати представників — 110 депутатів. Обрання депутатів здійснюється на основі загального, вільного, рівного, прямого виборчого права за таємного голосування.

## Вибори
Вибори нового складу палат Парламенту призначаються не пізніше чотирьох місяців і проводяться не пізніше 30 днів до завершення повноважень палат чинного скликання.
Позачергові вибори палат Парламенту проводяться упродовж трьох місяців з дня дострокового припинення повноважень палат Парламенту.

### Депутатські групи
В Палаті представників (7-го скликання) такі фракції:
| Партія                                                  | Кількість депутатів | Кількість депутатів | Кількість депутатів |
| Партія                                                  | 2012                | 2016                | 2019                |
| ------------------------------------------------------- | ------------------- | ------------------- | ------------------- |
| Ліберально-демократична партія                          | 0                   | 1                   | 1                   |
| Об'єднана громадянська партія                           | 0                   | 1                   | 0                   |
| Білоруський народний фронт                              | 0                   | 0                   | 0                   |
| Комуністична партія Білорусі                            | 3                   | 8                   | 11                  |
| Білоруська партія лівих «Справедливий світ»             | 0                   | 0                   | 0                   |
| Білоруська соціал-демократична партія (Громада)         | 0                   | 0                   | 0                   |
| Республіканська партія праці і справедливості           | 1                   | 3                   | 6                   |
| Білоруська патріотична партія                           | 0                   | 3                   | 2                   |
| Білоруська партія «Зелені»                              | 0                   | 0                   | 0                   |
| Консервативно-Християнська Партія - БНФ                 | 0                   | 0                   | 0                   |
| Партія «Білоруський соціал-демократична Громада»        | 0                   | 0                   | 0                   |
| Соціал-демократична партія Народної Згоди               | 0                   | 0                   | 0                   |
| Республіканська партія                                  | 0                   | 0                   | 0                   |
| Білоруська аграрна партія                               | 1                   | 0                   | 1                   |
| Білоруська соціально-спортивна партія                   | 0                   | 0                   | 0                   |
| Партія свободи і прогресу                               | 0                   | 0                   | 0                   |
| Партія "Білоруська християнська демократія"             | 0                   | 0                   | 0                   |
| Білоруська партія робітників                            | 0                   | 0                   | 0                   |
| Білоруська соціал-демократична партія (Народна Громада) | 0                   | 0                   | 0                   |

## Критерії для висування кандидатур
Депутатом Палати представників може бути громадянин Республіки Білорусь, який досягнув 21 року.
Депутати Палати представників здійснюють свої повноваження в Парламенті на професійній основі, якщо інше не передбачено Конституцією. Депутат Палати представників може бути одночасно членом Уряду.
Одна й та сама особа не може одночасно бути членом двох палат Парламенту. Депутат Палати представників не може бути депутатом місцевої Ради депутатів. Не допускається суміщення обов'язків депутата Палати представників з одночасним зайняттям посади Президента чи судді.

## Терміни повноважень
Термін повноважень Парламенту — чотири роки. Повноваження Парламенту можуть бути продовжені на підставі закону тільки у разі війни.
У випадках та у порядку, передбачених Конституцією, повноваження Палати представників можуть бути припинені достроково. З припиненням повноважень Палати представників за рішенням Президента можуть бути також припинені повноваження Ради Республіки.
Повноваження Палати представників можуть бути достроково припинені за відмови у довірі Уряду, винесення йому вотуму недовіри або за дворазової відмови у наданні згоди на призначення Прем'єр-міністра.
Повноваження Палати представників можуть бути також достроково припинені на підставі висновку Конституційного Суду у разі систематичного чи грубого порушення палатами Парламенту Конституції.
Рішення з цих питань Президент приймає не пізніше, ніж у двомісячний термін після офіційних консультацій з головами палат.
Палата не може бути розпущена в період надзвичайного чи воєнного стану, в останні шість місяців повноважень Президента, у період вирішення палатами питання про дострокове звільнення чи усунення Президента від посади.
Не допускається розпуск палати упродовж року з дня її першого засідання.

## Сесії
Перша після виборів сесія палат Парламенту скликається Центральною комісією з виборів та проведення республіканських референдумів та починає свою роботу не пізніше, ніж за 30 днів після виборів. Відлік тридцятиденного терміну для скликання й початку роботи першої сесії Палати представників здійснюється з дня другого туру голосування з виборів її нового складу. Якщо другий тур голосування з виборів до Палати представників не проводиться, відлік тридцятиденного терміну здійснюється з дня проведення першого туру загальних виборів у Республіці Білорусь.
Палата збирається на дві чергові сесії на рік.
Перша сесія відкривається 2 жовтня; її тривалість не може перевищувати 80 днів.
Друга сесія відкривається 2 квітня; її тривалість не може перевищувати 90 днів.
Якщо 2 жовтня чи 2 квітня припадає на неробочий день, то сесія відкривається у перший наступний за ним робочий день.
Палата представників у разі особливої необхідності скликаються на позачергову сесію за ініціативою Президента, а також на вимогу більшістю не менше двох третин голосів від повного складу палати за певним порядком денним.
Позачергові сесії скликаються указами Президента.

## Структура
Палата представників обирає зі свого складу голову Палати представників та його заступника.
Голова Палати представників, його заступники проводять засідання й завідують внутрішнім розпорядком палати.
Палата представників зі свого складу обирає постійні комісії та інші органи для проведення законопроєктної роботи, попереднього розгляду й підготовки питань, що належать до відомства палати.

## Повноваження
Палата представників:
- розглядає на пропозицію Президента чи за ініціативою не менше 150 тисяч громадян Республіки Білорусь, які мають виборче право, проєкти законів про внесення змін і доповнень до Конституції, про тлумачення Конституції;
- розглядає проєкти законів, у тому числі
  - про затвердження основних направлений внутрішньої та зовнішньої політики Республіки Білорусь, воєнної доктрини, ратифікації й денонсації міжнародних угод;
  - про основний зміст і принципи реалізації прав, свобод і обов'язків громадян; про громадянство, статус іноземців та осіб без громадянства;
  - про права національних меншин;
  - про затвердження республіканського бюджету та звіту про його виконання;
  - про встановлення республіканських податків та зборів;
  - про принципи здійснення відносин власності;
  - про основи соціального захисту;
  - про принципи регулювання праці та зайнятості;
  - про шлюб, родину, дитинство, материнство, батьківство, виховання, освіту, культуру та охорону здоров'я;
  - про охорон навколишнього середовища та раціональне використання природних ресурсів;
  - про визначення порядку вирішення питань адміністративно-територіального устрою держави;
  - про місцеве самоврядування;
  - про судоустрій, судочинство і статус суддів;
  - про кримінальну відповідальність;
  - про амністію;
  - про оголошення війни та укладання миру;
  - про правовий режим воєнного та надзвичайного стану;
  - про встановлення державних нагород;
  - про тлумачення законів;
- призначає вибори Президента;
- дає згоду Президенту на призначення Прем'єр-міністра;
- заслуховує доповідь Прем'єр-міністра про програму діяльності Уряду та схвалює чи відхиляє її (при цьому повторне відхилення палатою програми означає висловлення вотуму недовіри Уряду);
- розглядає за ініціативою Прем'єр-міністра питання про довіру Уряду;
- за ініціативою не менше однієї третини від повного складу Палати представників виносить вотум недовіри Уряду (при цьому питання про відповідальність Уряду не може бути поставлено упродовж року після схвалення програми його діяльності);
- приймає відставку Президента;
- висуває більшістю голосів від повного складу Палати представників звинувачення проти Президента у скоєнні державної зради чи іншого тяжкого злочину;
- на підставі відповідного рішення Ради Республіки ухвалює більшістю не менше двох третин голосів від повного складу рішення про усунення Президента від посади;
- скасовує розпорядження голови Палати представників.

Палата представників може ухвалити рішення з інших питань, якщо це передбачено Конституцією.

## Недоторканність
Депутати Палати представників мають недоторканність під час висловлювання своєї думки та здійснення своїх повноважень. Це не стосується до звинувачення їх у наклепі та образі.
Упродовж терміну своїх повноважень депутати Палати представників можуть бути заарештовані, іншим чином позбавлені особистої свободи тільки за попередньої згоди відповідної палати, за винятком скоєння державної зради чи іншого тяжкого злочину, а також затримання на місці скоєння злочину.
Кримінальна справа відносно депутата Палати представників розглядається Верховним Судом.

## Засідання
Засідання палати є відкритими. Палата, якщо цього потребують інтереси держави, може ухвалити рішення щодо проведення закритого засідання більшістю голосів від її повного складу. Під час засідань, зокрема й закритих, Президент, його представники, Прем'єр-міністр і члени Уряду можуть виступати поза чергою стільки разів, скільки вони потребують.
Одне засідання на місяць резервується для питань депутатів Палати представників та відповідей Уряду.
Депутат Палати представників має право звернутись із запитом до Прем'єр-міністра, членів Уряду, керівників державних органів, які утворюються чи обираються Парламентом. Запит має бути включений до порядку денного палати. Відповідь на питання належить надати упродовж двадцяти сесійних днів у порядку, встановленому палатою Парламенту.
Засідання палати вважається правомірним за умов, що на ньому є присутніми не менше двох третин депутатів Палати представників від повного складу палати.

## Голосування
Голосування в Палаті представників відкрите та здійснюється особисто депутатом шляхом подання голосу «за» чи «проти». Таємне голосування проводиться тільки під час вирішення кадрових питань.

## Рішення
Рішення Палати представників ухвалюються у формі законів і постанов. Постанови Палати представників приймаються з питань розпорядчого і контрольного характеру.
Рішення палати вважаються ухваленими за умов, що за них проголосувала більшість від повного складу палати, якщо інше не передбачено Конституцією.
Закони про основні напрямки внутрішньої та зовнішньої політики Республіки Білорусь, про воєнну доктрину Республіки Білорусь є програмними та вважаються прийнятими за умови, якщо за них проголосувало не менше двох третин від повного складу палати.
Закони підлягають негайному опублікуванню після їх підписання та набирають чинності за десять днів після опублікування, якщо в самому законі не встановлено інший термін. У такому ж порядку публікуються та набирають чинності декрети Президента.
Порядок діяльності Палати представників, її органів, депутатів визначається регламентом палати, який підписується головою палати.

## Голови
- Анатолій Малофеєв (28.11.1996 — 20.11.2000; в. о. до 17.12.1996)
- Вадим Попов (21.11.2000 — 18.11.2004)
- Володимир Конопльов (16.11.2004 — 02.10.2007)
- Вадим Попов (02.10.2007 — 27.10.2008)
- Володимир Андрейченко (27.10.2008 — 22.03.2024)
- Ігор Сергєєнко (22.03.2024 — теперішній час)